# Le rocce d'argento
Le rocce d'argento (Silver City) è un film statunitense del 1951 diretto da Byron Haskin.

## Trama
Un minatore prende in affitto una miniera da Jarboe, un uomo senza scrupoli, e si rivolge a Moffat per una perizia sul giacimento. Moffat, che dopo un passato burrascoso ha deciso di condurre una vita scrupolosa e onesta, rivela all'uomo che si tratta di un filone ricchissimo d'argento. Il contratto d'affitto sta per scadere e il minatore tenta di affrettare i lavori per sfruttare al meglio la vena di metallo prezioso, ma Jarboe, venuto a sapere della scoperta, cerca con alcuni soci di obbligare il minatore e sua figlia a sgomberare.
Quando Moffat prende le parti del minatore e della ragazza, l'ira degli avversari si scatena contro di lui, ma dopo una serie di aggressioni e di attentati, questi hanno la peggio: Moffat può portare a termine i lavori per il minatore e sposarne la figlia.